# Сики (уезд)
Сики (яп. 磯城郡 Сики-гун) — уезд в префектуре Нара, Япония.

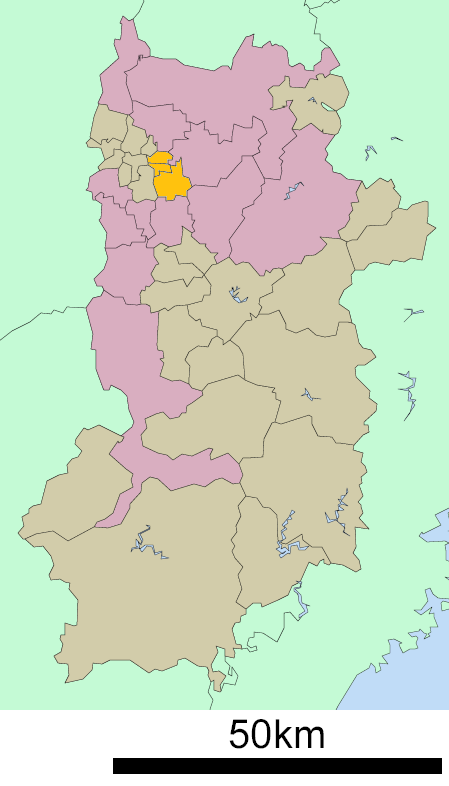
Расположение уезда Сики в префектуре Нара.

По оценкам на 1 апреля 2017 года, население составляет 46 572 человек. Площадь 31,08 км², плотность населения 1500 чел./км².

## Посёлки и сёла
- Каваниси
- Мияке
- Таварамото